# Athletic Club 2010-2011
Questa voce raccoglie le informazioni riguardanti l'Athletic Club nelle competizioni ufficiali della stagione 2010-2011.

## Stagione
Nella stagione 2010-2011, l'Athletic Club è arrivato al sesto posto nella massima divisione spagnola qualificandosi per l'Europa League. Il Barcellona ha eliminato la formazione basca dalla Coppa del Re, questa volta agli Ottavi di finale.

## Divise
| Manica sinistra · Manica sinistra · Maglietta · Maglietta · Manica destra · Manica destra · Pantaloncini · Calzettoni | Manica sinistra · Maglietta · Maglietta · Manica destra · Pantaloncini · Calzettoni | Manica sinistra · Manica sinistra · Maglietta · Maglietta · Manica destra · Manica destra · Pantaloncini · Pantaloncini · Calzettoni · Calzettoni |

## Rosa
| N. |                      | Ruolo | Calciatore          |
| -- | -------------------- | ----- | ------------------- |
| 1  | Spagna (bandiera)    | P     | Gorka Iraizoz       |
| 2  | Spagna (bandiera)    | C     | Gaizka Toquero      |
| 3  | Spagna (bandiera)    | D     | Koikili             |
| 4  | Spagna (bandiera)    | D     | Ustaritz            |
| 5  | Venezuela (bandiera) | D     | Fernando Amorebieta |
| 6  | Spagna (bandiera)    | D     | Mikel San José      |
| 7  | Spagna (bandiera)    | C     | David López         |
| 8  | Spagna (bandiera)    | C     | Ander Iturraspe     |
| 9  | Spagna (bandiera)    | A     | Fernando Llorente   |
| 10 | Spagna (bandiera)    | C     | Francisco Yeste     |
| 11 | Spagna (bandiera)    | C     | Igor Gabilondo      |
| 13 | Spagna (bandiera)    | P     | Fernández           |
| 14 | Spagna (bandiera)    | C     | Markel Susaeta      |
| 15 | Spagna (bandiera)    | D     | Andoni Iraola       |
| 16 | Spagna (bandiera)    | C     | Pablo Orbaiz        |
| 17 | Spagna (bandiera)    | C     | Iñigo Pérez         |

| N. |                   | Ruolo | Calciatore        |
| -- | ----------------- | ----- | ----------------- |
| 18 | Spagna (bandiera) | C     | Carlos Gurpegi    |
| 19 | Spagna (bandiera) | D     | Mikel Balenziaga  |
| 20 | Spagna (bandiera) | D     | Aitor Ocio        |
| 21 | Spagna (bandiera) | A     | Ion Vélez         |
| 22 | Spagna (bandiera) | C     | Xabier Castillo   |
| 23 | Spagna (bandiera) | A     | Inigo Diaz        |
| 24 | Spagna (bandiera) | C     | Javi Martínez     |
| 26 | Spagna (bandiera) | A     | Igor Martínez     |
| 27 | Spagna (bandiera) | A     | Iker Muniain      |
| 28 | Spagna (bandiera) | C     | Ibai Gómez        |
| 29 | Spagna (bandiera) | D     | Jon Aurtenetxe    |
| 30 | Spagna (bandiera) | P     | Aitor Fernández   |
| 32 | Spagna (bandiera) | D     | Borja Ekiza       |
| 33 | Spagna (bandiera) | A     | Urko Vera         |
| 35 | Spagna (bandiera) | D     | Xabier Etxebarria |